# Fred Crisman
Fred Lee Crisman (n. 22 iulie 1919, - d. 10 decembrie 1975, statul Washington) a fost un autor din Tacoma, Washington, cunoscut pentru afirmațiile sale privind unele incidente OZN și paranormale de la începutul secolului XX.
În 1947, Crisman a fost implicat în Incidentul din Insula Maury considerat uneori a fi printre primele farse OZN.
Martorul lui Crisman în Incidentul din Insula Maury, Harold Dahl, era convins că serialul TV din anii 1960, The Invaders, era bazat pe viața lui Crisman. Anterior, Crisman a scris revistei Amazing Stories afirmând că a luptat contra unor creaturi subterane „misterioase și malefice” pentru a scăpa dintr-o peșteră din Burma în timpul celui de-Al Doilea Război Mondial.
În 1969, Crisman a fost citat de către Jim Garrison pentru a depune mărturie în cazul împotriva lui Clay Shaw privind asasinarea lui John F. Kennedy. Un document fotocopiat mai târziu a circulat printre împătimiții conspirației privind asasinarea lui Kennedy  care ar fi afirmat că Fred Crisman ar fi fost unul dintre cei „trei vagabonzi” care ar fi fost angajați de către o agenție guvernamentală secretă.  În această perioadă, a fost gazda unei emisiuni radio de talk show sub pseudonimul "Jon Gold" și a scris o carte, The Murder of a City, Tacoma (Uciderea unui oraș, Tacoma), care a fost publicată în 1970 de Transistor Publishing Company. United States House Select Committee on Assassinations  a declarat că Fred Crisman seamănă cu oricare dintre cei „trei vagabonzi”, cu toate acestea Crisman nu se afla în Piața Dealey din Dallas, Texas în ziua asasinatului (22 noiembrie 1963).